# Muttenz
Muttenz é uma comuna da Suíça, situada no distrito de Arlesheim, no cantão de Basileia-Campo. Tem 16,64 km² de área e sua população em 2018 foi estimada em 17.809 habitantes.